# Каменев, Альберт Александрович
Альберт Александрович Каменев (12 мая 1931, Пошехонье-Володарск, Ивановская Промышленная область — 6 мая 2021) — советский государственный и политический деятель.

## Биография
Родился в 1931 году в Пошехонье-Володарске. Член ВКП(б).
С 1955 года — на общественной и политической работе. В 1955—1993 годах — главный агроном МТС, председатель колхоза, директор совхоза, председатель исполкома, первый секретарь Зарайского горкома КПСС Московской области, начальник управления сельского хозяйства Московской области, первый заместитель председателя исполкома областного Совета народных депутатов, первый заместитель Председателя Госплана РСФСР.
Избирался депутатом Верховного Совета РСФСР 8-го, 9-го, 10-го, 11-го созывов, народный депутат России, член Верховного Совета Российской Федерации.
Скончался 6 мая 2021 г. Похоронен на Троекуровском кладбище (22 уч.). См. вид могилы на видео: https://www.youtube.com/watch?v=kKKRZm-FVPM (по хронометражу — 26-я минута 30 секунда).